# Basiliek van Sint-Ambrosius

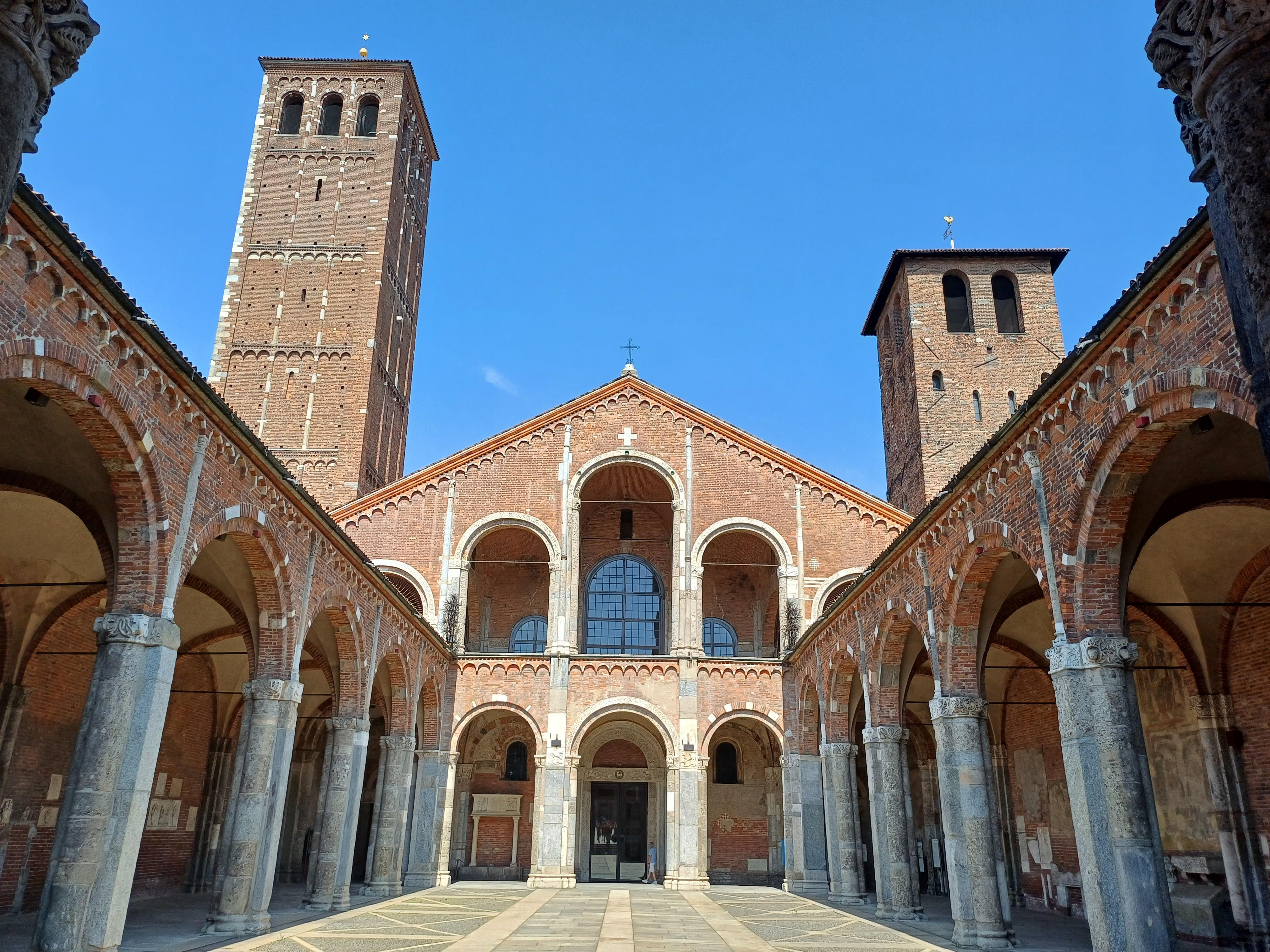
De Basiliek van Sint Ambrosius

De Basiliek van Sint-Ambrosius (Italiaans: basilica di Sant'Ambrogio) is een kerk in de Italiaanse stad Milaan. De kerk is in de 4e eeuw gebouwd door de toenmalige bisschop van Milaan, Ambrosius van Milaan. 
In Ambrosius' tijd speelde het conflict tussen het arianisme en de geloofsbelijdenis van Nicea. Ambrosius was een krachtige leider die de Niceaanse belijdenis steunde. Hij bouwde drie of vier kerken rondom Milaan (net als in Rome werden de kerken buiten de steden gebouwd). De kerken die hij bouwde waren de Basilica Apostolorum (nu San Nazaro in Brolo), Basilica Virginum (nu San Simpliciano) en de Basilica Martyrum, de oorspronkelijke naam van deze kerk. Een vierde kerk, de Basilica Salvatoris (nu San Donighi) wordt eveneens aan Ambrosius toegeschreven, maar is waarschijnlijk van later datum. De kerken werden versierd met anti-ariaanse symbolen en spreuken.
Het oorspronkelijke grondplan had de vorm van een vroegchristelijke basilica.
In de twaalfde eeuw werd de kerk grootschalig herbouwd, waaraan de kerk nog steeds zijn huidige romaanse stijl te danken heeft. De 12e-eeuwse kerk hield het oorspronkelijke grondplan.
Tijdens een bombardement in 1943 raakte de kerk beschadigd.